# Ahead of Their Time
Ahead of Their Time è un album live di Frank Zappa e del suo gruppo, The Mothers of Invention. Venne registrato alla Royal Festival Hall di Londra il 25 ottobre 1968 e pubblicato nel 1993.

## Tracce
1. Prologue – 3:07
2. Progress? – 4:44
3. Like It or Not – 2:21
4. The Jimmy Carl Black Philosophy Lesson – 2:01
5. Holding The Group Back – 2:00
6. Holiday in Berlin – 0:56
7. The Rejected Mexican Pope Leaves the Stage – 2:55
8. Undaunted, the Band Plays On – 4:34
9. Agency Man – 3:17
10. Epilogue – 1:52
11. King Kong – 8:13
12. Help, I'm a Rock – 1:38
13. Transylvania Boogie – 3:07
14. Pound for a Brown – 6:50
15. Sleeping in a Jar – 2:24
16. Let's Make the Water Turn Black – 1:51
17. Harry, You're a Beast – 0:53
18. The Orange County Lumber Truck (Part I) – 0:46
19. Oh No – 3:22
20. The Orange County Lumber Truck (Part II) – 10:36